# Primera División de la L.P.F.A. 1939
El torneo de primera división del año 1939 organizado por la entonces La Paz Football Association (LPFA) se llevó a cabo entre abril y noviembre de ese año. El ganador de este campeonato fue el club Bolívar ganando de esta manera su tercer campeonato en la era amateur del fútbol paceño.

## Formato
Para el primero de abril de 1939 el consejo directivo de la LPFA aprueba el formato en el cual se llevará a cabo el torneo de primera división. Se jugaría en una sola serie en dos ruedas (es decir todos los equipos jugarían en un "todos contra todos" donde los partidos de ida serían la primera rueda y los de vuelta la segunda rueda). Se consagraría a un campeón y vicecampeón por cada rueda según los puntos acumulados, y se llevaría a cabo un partido definitorio entre los campeones de la primera y segunda rueda para definir al campeón absoluto de 1939. Se jugarían solo los domingos (dos partidos) y días feriados hasta concluir todo el rol sorteado previamente. 
Debió iniciarse el domingo 9 abril, sin embargo ante problemas en la habilitación de jugadores se solicitó la iniciación recién para el domingo 17 con los partidos Bolívar - Alianza y The Strongest - Ferroviario, la primera rueda se extendió sin mayores suspensiones ni inconvenientes hasta el 25 de junio concluyendo con el partido Bolívar - Atlético La Paz. La segunda rueda se inició el 2 de julio con los partidos Bolívar - Alianza y Atlético La Paz - Ayacucho, esta rueda se llevó a cabo regularmente y tras alguna suspensión de fechas por los mismos motivos que ya son conocidos (encuentros amistosos internacionales) terminó el 15 de octubre con el partido Alianza - The Strongest. En esta rueda dado el empate en puntos en el primer lugar se llevó a cabo un partido definitorio para definir al campeón de la segunda rueda, que se realizó el 22 de octubre, y además de un partido por el subcampeonato de 1939 el 29 de octubre. Recordar además que al ganador de los partidos se le otorgaba dos puntos y por empatar se repartían un punto a ambos equipos. 

### Equipos participantes
Para este campeonato se tomó en cuenta solo a siete equipos ante el alejamiento solicitado de Nimbles Sport (que posteriormente sería definitivo). Participaron los siguientes equipos: 
Atlético Alianza - Atlético La Paz - Ayacucho - Bolívar
Ferroviario - San Calixto - The Strongest

## Tabla de Posiciones (final)

### Primera Rueda
| Pos | Equipo           | Pts | PJ | G | E | P | GF | GC | Dif |
| --- | ---------------- | --- | -- | - | - | - | -- | -- | --- |
| 1º  | Bolívar (G)      | 11  | 6  | 5 | 1 | 0 | 32 | 6  | 26  |
| 2º  | Atlético La Paz  | 9   | 6  | 3 | 3 | 0 | 11 | 8  | 3   |
| 3º  | The Strongest    | 7   | 6  | 3 | 1 | 2 | 19 | 13 | 6   |
| 4º  | Ferroviario      | 6   | 6  | 2 | 2 | 2 | 12 | 15 | -3  |
| 5º  | Ayacucho         | 5   | 6  | 2 | 1 | 3 | 9  | 15 | -6  |
| 6º  | Atlético Alianza | 4   | 6  | 1 | 2 | 3 | 12 | 18 | -6  |
| 7º  | San Calixto      | 0   | 6  | 0 | 0 | 6 | 10 | 31 | -21 |

|  |                              |
|  | Campeón de la Primera Rueda. |

### Segunda Rueda
| Pos | Equipo               | Pts | PJ | G | E | P | GF | GC | Dif |
| --- | -------------------- | --- | -- | - | - | - | -- | -- | --- |
| 1º  | Atlético Alianza (G) | 9   | 6  | 4 | 1 | 1 | 21 | 8  | 13  |
| 2º  | Bolívar              | 9   | 6  | 4 | 1 | 1 | 13 | 5  | 8   |
| 3º  | The Strongest        | 8   | 6  | 3 | 2 | 1 | 16 | 9  | 7   |
| 4º  | Ferroviario          | 8   | 6  | 3 | 2 | 1 | 18 | 14 | 4   |
| 5º  | Atlético La Paz      | 4   | 6  | 2 | 0 | 4 | 11 | 12 | -1  |
| 6º  | Ayacucho             | 3   | 6  | 1 | 1 | 4 | 6  | 14 | -8  |
| 7º  | San Calixto          | 1   | 6  | 0 | 1 | 5 | 9  | 32 | -23 |

|  |                                 |
|  | Jugarán un partido definitorio. |

### Partido definitorio por el campeonato de la segunda rueda
| 22 de octubre de 1939, 15:30 (UTC-4) | Bolívar | 3:1 | Atlético Alianza | Estadio La Paz, La Paz |  |

Por lo que Bolívar se consagra como campeón de la segunda rueda.

## Campeón
Bolívar tras ganar el campeonato en la primera y segunda rueda se consagró de manera automática como campeón de la Primera División de la La Paz Football Association de 1939, obteniendo de esta manera su 3° título en esta división y también 3° en la era Amateur del fútbol paceño. 
|                                                     |
| Primera División de la LPFA 1939 Bolívar 3.o título |

### Definición por el vicecampeonato
| 29 de octubre de 1939, 15:30 (UTC-4) | Atlético La Paz | 3:1 | Atlético Alianza | Estadio La Paz, La Paz |  |

Al ganar el partido Atlético La Paz sería consagrado como subcampeón de la Primera División de la La Paz Football Association de 1939.